# 权力归人民
权力归人民（義大利語：Potere al Popolo，缩写为PaP）是意大利的一个左翼政党联盟（拥有注册政党地位）。该联盟成立于2017年12月17日，在2018年意大利大选中提出共同的选举名单。

## 成员
- 共产主义者网络
- 社会主义复兴
- 无神论者民主

## 前成员
- 重建共产党
- 意大利共产党
- 反资本主义左翼
- 南方党—进步南方人（英语：Party of the South）
- 激进社会主义运动

## 外部連結
- Potere al Popolo! - Noi ci stiamo, chi accetta la sfida? （页面存档备份，存于） – 官方網站
- Potere al Popolo （页面存档备份，存于） – Facebook頁面